# Tuomo Suni
Tuomo Suni (* 1977 in Kirkkonummi, Finnland) ist ein finnischer Violinist im Bereich historische Aufführungspraxis.
Tuomo Suni begann bereits im Alter von vier Jahren Geige zu spielen. Seit 1996 spezialisiert er sich auf die Barockvioline. Zunächst unterrichtete ihn Kreeta-Maria Kentala, später Enrico Gatti am Königlichen Konservatorium in Den Haag. 1997 war er Mitglied im Barockorchester der Europäischen Union (2010 Konzertmeister). 2003 schloss er sein Bachelor-Studium ab, 2005 erhielt er den Master-Titel. Zurzeit lebt Tuomo Suni in Glasgow.
Mit dem  Ensemble Opera Quarta gewann er 2002 den International Van Wassenaer Competition und den International Premio Bonporti Concours. Für ihre CD Recréation en musique mit Werken von Jean-Marie Leclair erhielt die Gruppe 2007 den begehrten Diapason d’or. Außer den regelmäßigen Auftritten mit Opera Quarta konzertiert Tuomo Suni mit namhaften Ensembles wie Capriccio Stravagante, Ricercar Consort, Les Muffati, Ensemble Masques, Vox Luminis, B‘Rock, Holland Baroque Society und The Helsinki Baroque Orchestra. Außerdem arbeitete er mit The English Concert, dem Gabrieli Consort & Players, The King’s Consort, Bach Collegium Japan, L’Arpegiatta oder Il complesso barocco. In vielen dieser Formationen tritt er gemeinsam mit der Konzertmeisterin Sophie Gent in Erscheinung.